# Haus Schattner
Das Haus Schattner befindet sich im Spindeltal 32 in Eichstätt und war das Wohnhaus des damaligen Diözesan- und Universitätsbaumeisters Karljosef Schattner.

## Geschichte und Architektur
Karljosef Schattners zweites Bauwerk – nach dem Haus Glossner, das er 1955 in der Spitalstadt errichtete – ist das 1957 für sich und seine Frau Irmingard Ried erstellte Haus im steilen Spindeltal. 1967 erweiterte er das zweigeschossige Haus mit einem flachen Erweiterungsbau, sodass es sich um einen zweiflügeligen winkelförmigen Gelenkbau handelt. Der Essraum, der sich nach Süden ausrichtet, dient als Gelenk zwischen beiden Bauteilen. Die ein- bis zweigeschossigen Bauten sind mit Pultdächern versehen.
Fotografisch wurde das Haus vom befreundeten Fotografen Klaus Kinold dokumentiert.

## Baudenkmal
Das Haus steht unter Denkmalschutz und ist im Denkmalatlas des Bayerischen Landesamtes für Denkmalpflege und in der Liste der Baudenkmäler in Eichstätt eingetragen.